# Estadio Feliciano Cáceres
El Estadio Feliciano Cáceres es un estadio de fútbol del Paraguay en el cual disputa sus partidos como local el Sportivo Luqueño. Está ubicado en la ciudad de Luque, colindante con la capital del país, Asunción, y su capacidad es para 27.000 personas. 
Con motivo de la Copa América 1999, gran parte del viejo estadio que se erigía en el lugar fue demolido y remodelado por el actual, que debe su nombre al expresidente de la institución y uno de sus fundadores, Feliciano Cáceres.

## Historia
El nombre se debe al primer capitán del equipo local y presidente de esta institución, Don Feliciano Cáceres, que por su entusiasmo y entrega hacia el club, lo homenajearon bautizando el estadio con su nombre.
Don Feliciano Cáceres nacido en 1890, en San José de Feliciano, provincia de Entre Ríos, Argentina, llegó a la ciudad de Luque a fines de 1919 y rápidamente se enamoró de la pasión de la ciudad por el fútbol, y así comenzó su recorrido por las calles de la ciudad, de modo a unificar la ciudad de Luque visitando a los amigos durante meses, a lo que este hecho tomo más fuerza con la llegada a la ciudad del Sacerdote Pantaleón García en marzo de 1921, que tenía la misión de terminar el templo a la Virgen del Rosario de Luque.  
Tras meses de reuniones y diálogos con dirigentes de los tres clubes (Club Marte Atletico, Club Vencedor y Club General Aquino), Feliciano Cáceres con ayuda del Sacerdote Pantaleon Garcia, logran consolidar las sagradas causas de la ciudad, obteniendo así algo impensado para muchos incrédulos. Sin darse cuenta marcaron un antes y después en toda la ciudad cumplido cabalmente con su propósito. 
Desde el año 1921, el de la fundación, hasta el año 1943, su nombre estuvo ligado, sin sucesión de continuidad, a los cuadros directivos de la entidad. Fue Capitán General en 1921; ocupó la presidencia desde 1922 a 1925 y 1930; vicepresidencia en 1936 y 1943; secretario en 1929, 1931, 1937, 1939, 1941 y 1942; tesorero en 1927 y 1928; vocal en el año 1926; síndico desde 1932 hasta 1940. Transitó por todos los cargo directivos, llevando siempre el mismo entusiasmo.
Don Feliciano Cáceres fallece el 24 de febrero de 1947, en Luque a los 57 años. Hoy el estadio del club lleva su nombre, como un homenaje, tal vez el más justiciero que se haya brindado a ese hombre, que constituye la fuente de inspiración del Club Sportivo Luqueño.

## Características

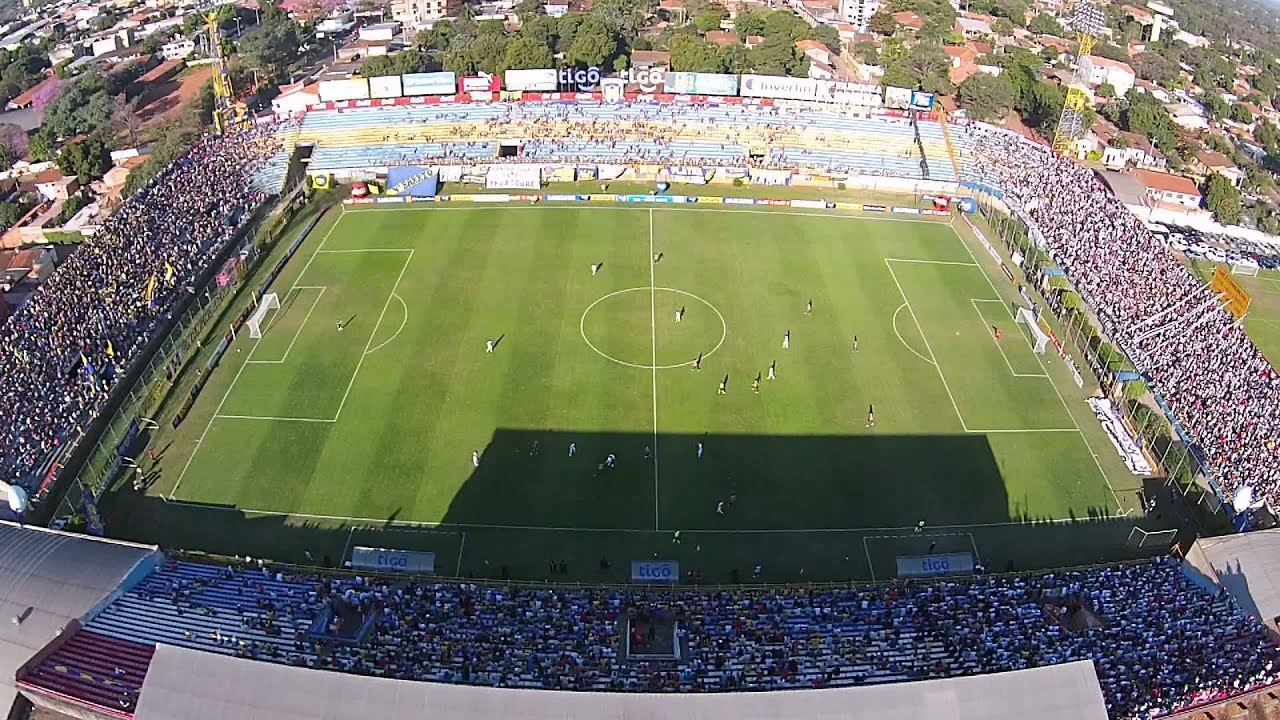
Estadio Feliciano Cáceres 2014

El estadio cuenta con sala de prensa, sala para cuerpo médico, sala para charla técnica, cuatro vestuarios modernos con sus respectivos baños, vestuario para árbitros, gimnasio equipado, 32 cabinas para periodistas, cada una con línea telefónica y estacionamiento propio para vehículos.
Cuenta también con sistema de Internet de alta tecnología para eventos internacionales, salón Vip, palcos privados, ascensores y regadío automático para el empastado.

### Construcción
El Estadio Feliciano Cáceres fue edificado con donaciones de los habitantes de la ciudad de Luque, impulsado por Don Feliciano Cáceres, jugador y presidente de la institución. Con una orden municipal otorgan la manzana N.º 5 del Municipio de Luque.  
Las primeras tribunas fueron donaciones, principalmente de la administración municipal de turno de Rufo Galeano, que impulso a muchas obras dentro del club y un Salón de Eventos que hoy lleva su nombre. 
Las primeras tribunas de cemento, hoy sector de Preferencia, fue construida en el periodo del recordado presidente del club, Don Atilio Cáceres en 1982, y la construcción de las demás gradas, alrededor del campo de juego, fue en el periodo del Presidente Don Juan Darío Cáceres en junio de 1999, con el amistoso de las selecciones de Paraguay y Colombia.

## Torneos internacionales
Durante la Copa América de 1999, se disputaron en este escenario partidos de las selecciones de Uruguay, Colombia, Argentina y Ecuador. También se jugaron en dicha sede tres encuentros de la ronda final del Sudamericano Sub-20 de 2007. 
Si bien el total de juegos previstos para esa competencia en este estadio era de seis, los últimos tres se trasladaron al estadio Defensores del Chaco por cuestiones de seguridad y comportamiento del público.
El 27 de febrero de 2009, la FIFA seleccionó al Feliciano Cáceres, como primera alternativa para recibir compromisos internacionales organizados por el ente rector del balompié mundial en el caso extremo de que el principal escenario futbolístico del país no esté disponible. De esta manera, el seleccionado local podría disputar allí sus compromisos correspondientes a las eliminatorias mundialistas. Como prueba de eso, la Selección Paraguaya ya ha utilizado el Estadio Feliciano Cáceres para los amistosos internacionales.

## Copa América 1999

### Primera Fase

#### Grupo C
| 1 de julio de 1999 | Argentina                                   | 3:1 (1:0) | Ecuador           | Estadio Feliciano Cáceres, Luque    |                                     |
|                    | Diego Simeone 12' · Martín Palermo 55', 61' |           | Iván Kaviedes 77' | Árbitro(s): Gilberto Hidalgo (Perú) | Árbitro(s): Gilberto Hidalgo (Perú) |

| 4 de julio de 1999 | Uruguay                   | 2:1 (0:0) | Ecuador           | Estadio Feliciano Cáceres, Luque  |                                   |
|                    | Marcelo Zalayeta 72', 74' |           | Iván Kaviedes 78' | Árbitro(s): Mario Sánchez (Chile) | Árbitro(s): Mario Sánchez (Chile) |

| 4 de julio de 1999 | Argentina | 0:3 (0:1) | Colombia                                                      | Estadio Feliciano Cáceres, Luque     |                                      |
|                    |           |           | Iván Córdoba 10' (p) · Edwin Congo 79' · Jhonnier Montaño 87' | Árbitro(s): Ubaldo Aquino (Paraguay) | Árbitro(s): Ubaldo Aquino (Paraguay) |

| 7 de julio de 1999 | Colombia                                  | 2:1 (2:0) | Ecuador            | Estadio Feliciano Cáceres, Luque    |                                     |
|                    | Néider Morantes 37' · Hamilton Ricard 39' |           | Ariel Graziani 50' | Árbitro(s): Masayoshi Okada (Japón) | Árbitro(s): Masayoshi Okada (Japón) |

| 7 de julio de 1999 | Argentina                                 | 2:0 (1:0) | Uruguay | Estadio Feliciano Cáceres, Luque    |                                     |
|                    | Cristian González 1' · Martín Palermo 56' |           |         | Árbitro(s): Gilberto Hidalgo (Perú) | Árbitro(s): Gilberto Hidalgo (Perú) |

### Cuartos de final
| 11 de julio de 1999 | Colombia                             | 2:3 (2:1) | Chile                                    | Estadio Feliciano Cáceres, Luque      |                                       |
|                     | Jorge Bolaño 7' · Víctor Bonilla 35' |           | Pedro Reyes 25', 50' · Iván Zamorano 65' | Árbitro(s): Benito Archundia (México) | Árbitro(s): Benito Archundia (México) |

| Predecesor: Estadio Provincial Juan Gilberto Funes La Punta Argentina 2013 | Paraguay 2015 XVI final Brasil | Sucesor: Estadio El Teniente Rancagua Chile 2017 |